# 서신 리틀페더
서신 리틀페더(Sacheen Littlefeather, 1946년 11월 14일 ~ 2022년 10월 2일)은 미국의 배우, 모델, 아메리카 원주민 인권 운동가이며, 아파치족 출신이다.
제45회 아카데미상에서 영화 《대부》로 남우주연상을 수상하게 된 배우 말론 브란도 대신 시상대에 오르면서 이름을 알렸다. 말론 브란도는 시상식 당시 원주민에 대한 할리우드 업계의 부당한 대우와 잘못된 묘사에 항의하고 운디드니 학살에 대한 이목을 끌고자 시상식을 보이콧했다. 리틀페더는 브란도의 수상 거부 대리 소감에서 원주민 처우 개선 목소리를 냈지만, 장내 참석자들에게 야유와 조롱만 받았으며 배우 존 웨인은 리틀페더를 급습 시도까지 하였다. 2022년 8월 15일, 영화 예술 과학 아카데미(AMPAS)는 회장 명의로 리틀페더에게 당시 시상식에 대한 사과의 말을 약 50년만에 공개적으로 전했다.